# Chorizagrotis thanatologia
Chorizagrotis thanatologia är en fjärilsart som beskrevs av Dyar 1904. Chorizagrotis thanatologia ingår i släktet Chorizagrotis och familjen nattflyn. Inga underarter finns listade i Catalogue of Life.